# Aiglemont
Aiglemont is een gemeente in het Franse departement Ardennes (regio Grand Est). De gemeente maakt deel uit van het arrondissement Charleville-Mézières. Aiglemont telde op 1 januari 2022 1.675 inwoners.
Nadat begin 2015 het kanton Charleville-Centre werd opgeheven werd Aiglemont bij het kanton Villers-Semeuse gevoegd.

## Kolonie
Vanaf 1903 huisde voor enkele jaren de anarcho-libertaire kolonie L'Essai in Aiglemont.

## Geografie
De oppervlakte van Aiglemont bedroeg op 1 januari 2022 8,85 vierkante kilometer; de bevolkingsdichtheid was toen 189,3 inwoners per km².
De onderstaande kaart toont de ligging van Aiglemont met de belangrijkste infrastructuur en aangrenzende gemeenten.

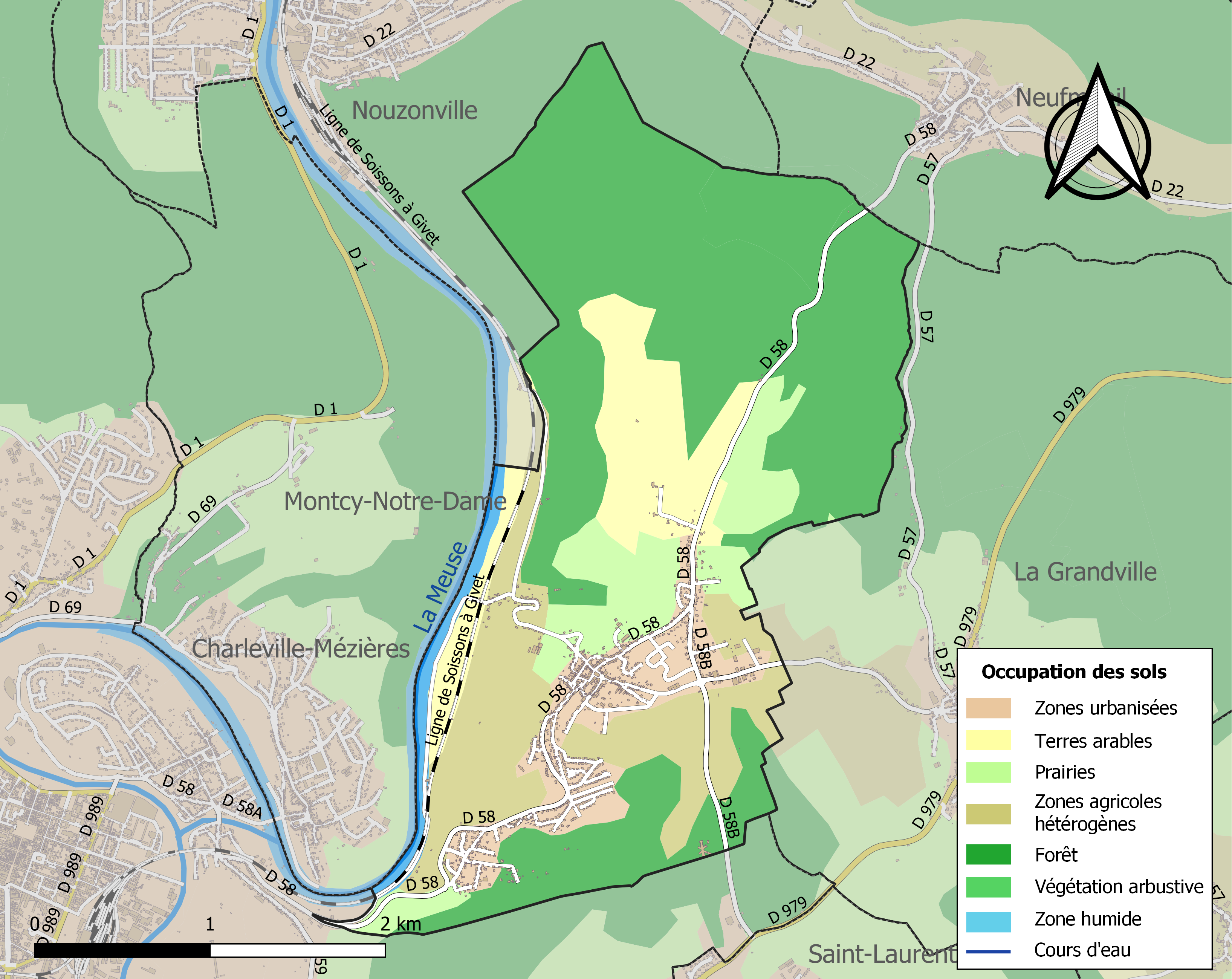

## Demografie
Onderstaande figuur toont het verloop van het inwonertal (bron: INSEE-tellingen).

Vanwege een beveiligingsprobleem met de MediaWiki Graph-software is het momenteel niet mogelijk deze grafiek weer te geven. Zodra de software is bijgewerkt zal de grafiek vanzelf weer zichtbaar worden.

## Voetnoten
1. 1 2  Populations de référence 2022.
2. ↑  Théophile Malicet, "La colonie libertaire d'Aiglemont", in: La Revue de l'économie sociale, 1985, nr. 3, p. 45-50

Aiglemont · Gernelle · Gespunsart · La Grandville · Issancourt-et-Rumel · Lumes · Neufmanil · Saint-Laurent · Villers-Semeuse · Ville-sur-Lumes · Vivier-au-Court